# Alexis Gautier
Alexis Gautier, né le 3 juillet 1974, est un cavalier professionnel de la Manche, spécialiste du saut d'obstacles.
Il quitte tôt sa scolarité pour se consacrer aux chevaux. Il est d'abord stagiaire chez Xavier Leredde pendant deux ans, puis chez Jean-Paul Lepetit. En 1994, il crée son exploitation à Saint-Samson-de-Bonfossé. En 1995, il commence la compétition sportive de haut niveau. Champion de France Pro Élite en 2010 avec Helios de la Cour II, il conserve ce titre en 2011.
Sa saison 2023 se déroule en demi-teinte.

## Palmarès
- Champion de la Manche deuxième catégorie 1998
- Champion de la Manche deuxième catégorie 1999
- Champion de France Pro Élite 2010 avec Helios de la Cour II à Fontainebleau (Seine-et-Marne)
- Champion de France Pro Élite 2011 avec Helios de la Cour II à Fontainebleau (Seine-et-Marne)